# جيوفاني بونينو
جيوفاني بونينو (بالإيطالية: Giovanni Bonino)‏ هو لاعب اتحاد الرغبي إيطالي، ولد في 1922.